# Arawa
Arawa è una cittadina della Papua Nuova Guinea situata sulla costa sudorientale dell'isola di Bougainville.
Era capoluogo della provincia delle Isole Salomone Settentrionali. In seguito ai gravi danni riportati nel corso della guerra civile di Bougainville (1988 - 1998) tra Papua Nuova Guinea e gli indipendentisti dell'Esercito rivoluzionario di Bougainville, il capoluogo della provincia di Bougainville, costituita nel 1997 e poi rinominata nel 2005 Regione autonoma di Bougainville, è stato spostato a Buka.